# Paul Monnier

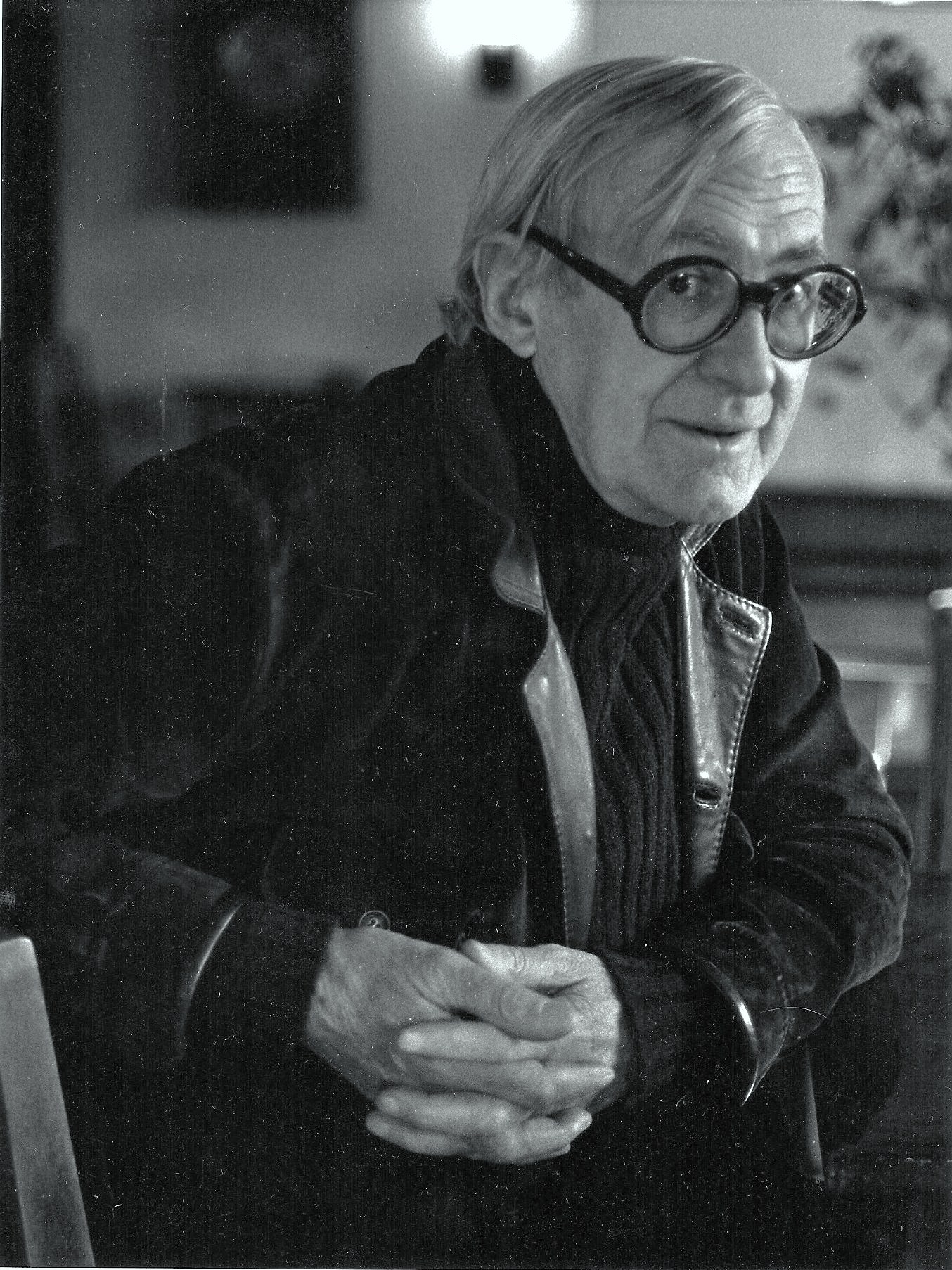
Paul Monnier

Paul Monnier (* 3. August 1907 in Montana-Vermala; † 24. Februar 1982 in Genf) war ein Schweizer Maler.

## Leben
Paul Monnier studierte von 1924 bis 1930 an der École des Beaux-Arts in Genf. In diesem Zeitraum unternahm er ausserdem zahlreiche Reisen nach Italien und Frankreich. Ab 1929 war er Mitglied der École des Pâquis.
„Die École des Pâquis entstand einfach und ohne Aufwand, indem belastende Eitelkeiten und jeglicher Persönlichkeitskult beiseite gelegt wurden. […] Diese Künstler gehören zu jener Nachkriegsgeneration, die nicht mehr vom Übermenschen träumt. Sie ziehen die Subtilitäten ihres Handwerks den ästhetischen Theorien vor. Wenn sie von Faulheit, von Alkohol, von Bohème und von Maschen aller Art nicht allzu sehr versucht werden, sind sie zu einem ganz anderen Einsatz fähig, als was wir in den letzten dreißig Jahre geleistet haben. Recht eigentlich: es lebe die Nachkriegsjugend, über die man viel zu viel gelästert hat!“ (Alexandre Cingria, 1929).
1930 brach er zu einer Reise durch Indien, Indochina und Tonkin auf. In einem Brief an C. J. aus Vizagapatam vom 3. Juni 1931 schreibt Monnier: „Ich vergeude meine Zeit, wenn ich versuche, diesen Beruf aus meinen Leben zu verbannen. Malerei ist mein Beruf, mein wahrer und einziger Beruf.“
Nach seiner Rückkehr widmete sich Paul Monnier weiterhin nur der Malerei. Er lebte in Genf (1932–1936), Siders (Kanton Wallis, 1936–1949), Lausanne (1949–1970) und ab 1970 wieder in Genf.

## Ausstellungen

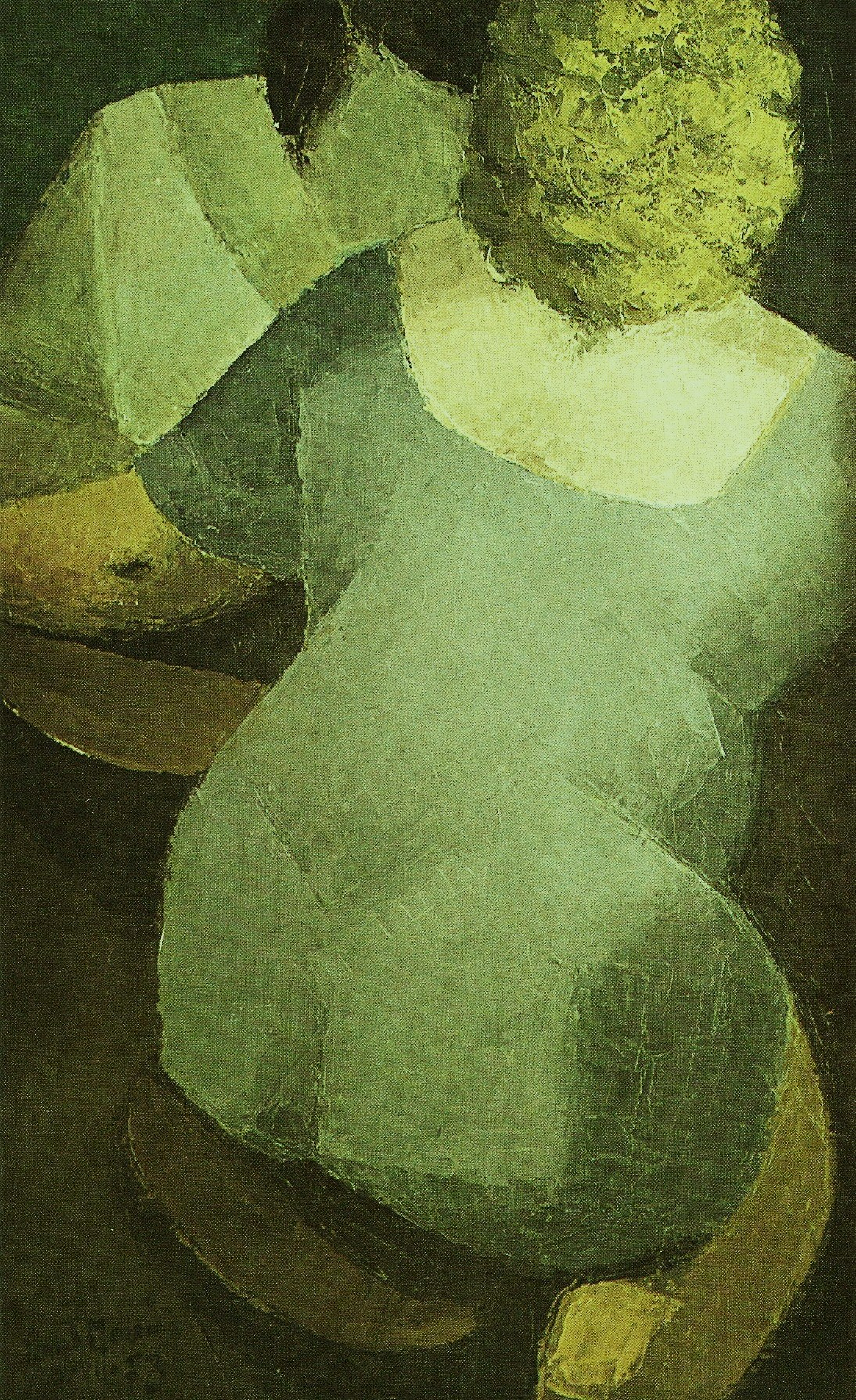
Bleu lavande, 61 × 38 cm, Öl, 1973

- Schweiz: Genf; Sitten; Siders; Martigny; Zürich.
- Italien: Mailand, Ve Triennale.
- Spanien: Madrid, International ausstellung Handwerkskunst.
- Österreich: Salzburg, Kirchliche Kunst.
- UdSSR: Schweizerische Künstler.
- Frankreich: Paris, Salon international de l’Art libre; Paris, Salon des artistes français (Eingeladen).

## Wandmalerei, Glasmalerei und Mosaike
- Indien: Yenubaruvu.
- Frankreich: Le Fayet, Kirche Notre Dame des Alpes (Architekt: Maurice Novarina).
- Schweiz, mehr als 60 Werke: Abtei Saint-Maurice, Sitten (Kathedrale), Sitten (St. Ursula-Kapelle), Crans-Montana (Pfarrkirche), Visp (St. Martinskirche), Zürich (Kirche St. Konrad), Zürich-Enge (Kirche Dreikönigen), Dübendorf (Kirche Maria-Frieden), Lausanne (St. Josefskirche), Genf (Basilika Notre-Dame), Zürich Hottingen (Kirche Sainte Famille der (Mission catholique), 1964).
- Paul Monnier hat mit Alexandre Cingria und Gino Severini (Lausanne, Notre-Dame du Valentin) gearbeitet.

## Buchillustrationen
- Nourritures valaisannes. Maurice Zermatten, LUF, Fribourg, 1938.
- Notre ami le Vin. Pierre Courthion, W. Egloff, Fribourg, 1943.
- Le parcours du Haut-Rhône. Charles-Albert Cingria, W. Egloff, Fribourg, 1944.
- Le bazar de la Charité. Paul Morand, Club des bibliophiles, Genève, 1944.

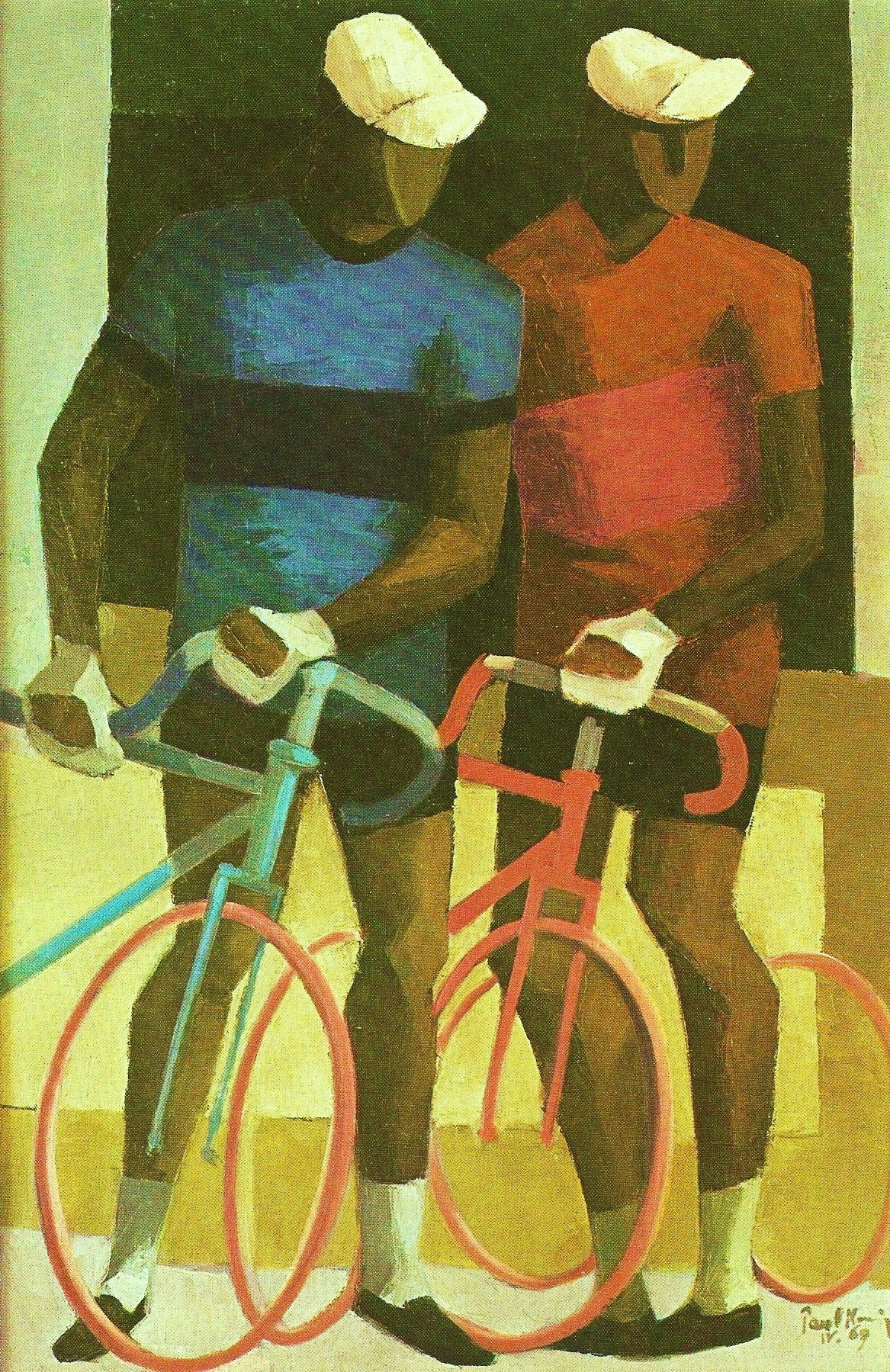
Les deux cyclistes, 92 × 60 cm, Öl, 1969

„Paul Monniers Werk ist zuerst und vor allem Malerei. Dieser Gemeinplatz unterstreicht eine konstante Haltung, sich selbst und seinem Beruf zutiefst getreu zu bleiben. Das ist eine gewaltige Leistung in einer Welt, wo – je länger je mehr – schaffendes Tun beschlagnahmt wird durch Begriffsmanipulanten und Wortspieler!
Erstarrte Bewegung, aufgehobene Schwingung, Gegenstände und Personen unbeweglich in ihrer inneren Einsamkeit – unter unserem Blick wird die Komposition zum Gedicht ohne Worte, zu lautloser Musik. Der Kreis des künstlerischen Schaffens schliesst sich und die Malerei findet zu ihrem eigenen Geheimnis.“ (Bernard Zumthor, 1975).